# Cushmaniella cryptiformis
Cushmaniella cryptiformis är en stekelart som beskrevs av Heinrich 1934. Cushmaniella cryptiformis ingår i släktet Cushmaniella och familjen brokparasitsteklar. Inga underarter finns listade i Catalogue of Life.